# 比亞迪G3
比亞迪G3是比亞迪於2009年推出的一款紧凑型轿车，它本質上是比亞迪F3的加大版，於2009年10月推出，2014年正式停產。